# Јонас Вингегор
Јонас Вингегор Расмусен (дан. Jonas Vingegaard Rasmussen; Хилерслев, 10. децембар 1996) дански је професионални бициклиста који тренутно вози за UCI ворлд тур тим — Визма—лејз а бајк. Освојио је два пута Тур де Франс, док је једном завршио на другом мјесту, а једном је освојио и брдску класификацију. По једном је освојио трке Сетимана интернационале ди Копи е Бартали, Дром класик, Вуелта ал Паис Баско, Критеријум ди Дофине, Тирено—Адријатико и Волта ао Алгарве.
Као мали, тренирао је фудбал, док је са десет година почео да се бави бициклизмом. Након што је завршио школу, 2016. године, почео је да вози за дански тим Колоквик—култ, а истовремено је радио и у рибарници, гдје је сваког дана радио од 5 ујутру до подне, након чега је тренирао. Исте године завршио је на другом мјесту на трци Тур Кине, а 2017. завршио је на другом мјесту на трци Гран при Виборг.
Године 2018. прешао је у Јумбо—визму и тек тада је престао да ради у рибарници. Године 2019. остварио је једну етапну побједу на Тур де Полоње трци и завршио је на другом мјесту на трци Денмарк рунт. Године 2020. возио је своју прву гранд тур трку — Вуелта а Еспању, гдје је радио за Приможа Роглича, који је освојио трку другу годину заредом. Године 2021. освојио је трку Сетимана интернационале ди Копи е Бартали и завршио је на другом мјесту на Вуелта ал Паис Баско трци, гдје је завршио иза Роглича. У јуну је дебитовао на Тур де Франсу, гдје је радио за Роглича, који је због падова морао да напусти трку и Вингегор је преузео улогу лидера тима. Хронометар на претпоследњој, етапи 20, завршио је на трећем мјесту, иза Ваута ван Арта и Каспера Асгрена и Тур је завршио на другом мјесту, пет минута иза Тадеја Погачара.
Године 2022. освојио је Дром класик, а завршио је на другом мјесту на Тирено—Адријатику иза Погачара и на другом мјесту на Критеријуму ди Дофине иза Роглича. У јулу, био је лидер тима на Тур де Франсу, заједно са Рогличем, који је због пада изгубио доста времена на почетним етапама. На етапи 11 је остварио побједу минут испред Наира Кинтане, а скоро три минута испред Погачара и преузео је жуту мајицу, по први пут у каријери. До краја трке, остварио је још једну побједу, уз два друга мјеста и освојио је Тур са преко два минута испред Погачара, уз освојену брдску класификацију, поставши тако први дански побједник Тура након Бјарнеа Риса 1996; такође, постао је први побједник Тур де Франса из тима Јумбо—визма, који је под именом Квантум основан 1984. и трећи побједник неке гранд тур трке из Јумбо—визме, након Дениса Мењшова и Приможа Роглича. Године 2023. освојио је Вуелта ал Паис Баско уз три етапне побједе, док је Париз—Ницу завршио на трећем мјесту, иза Погачара и Давида Годуа, након чега је освојио Критеријум ди Дофине. У јулу је возио Тур де Франс и освојио га је другу годину заредом, седам и по минута испред Погачара.